# Фесенко, Владимир Елисеевич
Влади́мир Елисе́евич Фесенко (1918, железнодорожная станция Кабанное Харьковской губернии, теперь в составе поселка Краснореченское Кременского района Луганской области — ?) — советский деятель органов государственной безопасности, генерал-майор. Депутат Верховного Совета УССР 7-8-го созывов.

## Биография
Родился в семье железнодорожного рабочего. В 1933 году окончил два курса Купянского педагогического техникума Харьковской области.
В ноябре 1933 — сентябре 1934 г. — заведующий начальной школы хутора Крутенька Поповской сельсовета Рубежанского района Донецкой области. В сентябре 1934 — сентябре 1935 г. — учитель неполной средней школы села Калмыковки Мостовского района Донецкой области. В сентябре 1935 — сентябре 1936 г. — учитель неполной средней школы села Круглого Мостовского района Донецкой области. В сентябре 1936 — июне 1940 г. — учитель неполной средней школы села Климовки Мостовского района Донецкой (Ворошиловградской) области.
В июне 1940 — марте 1946 г. — в Красной Армии. В июне 1940 — августе 1941 г. — красноармеец 310-го артиллерийского полка Архангельского военного округа. В августе 1941 — январе 1942 г. — слушатель курсов младших лейтенантов и командир взвода 10-го отдельного батальона связи Архангельского военного округа. В январе 1942 — январе 1943 г. — помощник начальника штаба 205-го отдельного батальона связи Архангельского военного округа. Член ВКП(б) с апреля 1942 года. 
Участник Великой Отечественной войны с января 1943 года. В январе 1943 — июле 1944 г. — начальник штаба 129-го отдельного линейного батальона связи 2-го Украинского фронта. В июле 1944 — марте 1946 г. — помощник начальника отдела строевой и боевой подготовки управления связи 2-го Украинского и Забайкальского фронтов; помощник начальника отдела строевой и боевой подготовки управления связи Забайкальского-Амурского военного округа.
В марте — ноябре 1946 года — заведующий организационно-инструкторского отдела Веселовского районного комитета КП(б)У Запорожской области. В ноябре 1946 — сентябре 1948 года — слушатель двухгодичной областной партийной школы в городе Сталино (Донецке). В сентябре 1948 — январе 1950 года — секретарь по кадрам Новониколаевского районного комитета КП(б)У Запорожской области. В январе — мае 1950 года — 1-й секретарь Черниговского районного комитета КП(б)У Запорожской области.
С мая 1950 года — в органах государственной безопасности СССР. В мае 1950 — сентябре 1952 года — слушатель Высшей школы МГБ СССР в Москве.
В сентябре 1952 — 16 марта 1953 года — заместитель начальника Управления Министерства государственной безопасности Украинской ССР по Днепропетровской области. 14 мая — 14 декабря 1953 г. — начальник отдела кадров Управления Министерства внутренних дел Украинской ССР по Днепропетровской области. 
14 декабря 1953 — 18 февраля 1954 г. — заместитель начальника Управления Министерства внутренних дел Украинской ССР по Винницкой области. 18 февраля — 5 июня 1954 г. — начальник Управления Министерства внутренних дел Украинской ССР по Черкасской области.
5 июня 1954 — 26 декабря 1959 г. — начальник Управления Комитета государственной безопасности при СМ Украинской ССР по Черкасской области. 26 декабря 1959 — май 1965 г. — начальник Управления Комитета государственной безопасности при СМ Украинской ССР по Станиславской (с 1962 года — Ивано-Франковской) области. В мае 1965 — октябре 1970 г. — начальник Управления Комитета государственной безопасности при СМ Украинской ССР по Крымской области. Депутат Верховного Совета УССР 7-8-го созывов по Красноперекопскому округу №226.
В октябре 1970 — июле 1973 г. — начальник Управления Комитета государственной безопасности при СМ Украинской ССР по Киевской области. Член Коллегии КГБ при СМ Украинской ССР.
С июля 1973 года — в отставке.

## Звания
- подполковник
- полковник
- генерал-майор (16.12.1965)

## Награды
- два ордена Красного Знамени (30.10.1967, 31.08.1971)
- орден Отечественной войны 1-й степени (20.10.1945)
- орден Отечественной войны 2-й степени (.07.1945)
- три ордена Красной Звезды (.10.1944, 13.12.1947, 13.12.1977)
- шесть медалей